# Palacio de Schön
El Palacio de Ernst Schön — también conocido como , es un palacio neobarroco. situado en Sosnowiec (Polonia) en la confluencia del distrito de Pogoń y Środula, en la orilla izquierda del río Czarna Przemsza. Fue construido en 1885 por Ernst Schön, un fabricante que pertenecía a la familia Schön procedente de Sajonia El edificio está situado en el extremo norte de una hilandería de estambre de la familia Schoen El palacio es rodeado por un parque¹.
Actualmente, el palacio alberga el Museo de Sosnowiec (desde 1985), una sala representativa del Registro Civil de Sosnowiec (desde 1991), un restaurante (desde 1998) y un cafetería (desde 2022).

## Arquitectura
El palacio de estilo neobarroco está situado en un plano de cuatro lados con torres en tres esquinas. Tiene cuatro pisos, cubiertos por un techo mansarda, y las torres tienen cascos bulbosos. En las fachadas se destacan las terrazas sostenidas por columnas barrocas de arenisca. La parte del sótano está marcada con revestimiento de piedra¹. Las fachadas están ricamente decoradas con estuco, entre los que predominan las hojas y frutos de roble con el monograma "S"
El palacio estaba muy bien equipado y se destacaba por su decoración de buen gusto. La planta baja estaba ocupada por habitaciones para reuniones sociales y habitaciones residenciales. En el primer piso, por un lado, había dormitorios y aseos, y al lado estaban las habitaciones privadas del propietario del palacio En el otro lado de la planta baja había habitaciones ricamente decoradas para los huéspedes¹. El segundo piso estaba ocupado por las habitaciones del servicio, en parte por las habitaciones de los huéspedes y otras habitaciones de servicio